# Miłana Dadaszewa
Miłana Kamiłchanowna Dadaszewa (ros. Милана Камилхановна Дадашева; ur. 20 lutego 1995) – rosyjska zapaśniczka walcząca w stylu wolnym. Olimpijka z Rio de Janeiro 2016, gdzie zajęła jedenaste miejsce w kategoria 48 kg.
Brązowa medalistka mistrzostw Europy w 2018, 2020 i 2024. Brązowa medalistka igrzysk wojskowych w 2019 i wojskowych MŚ w 2018. Akademicka mistrzyni świata w 2016. Szósta w Pucharze świata w 2019. Mistrzyni Europy juniorów w 2015, trzecia na MŚ juniorów w 2013 i 2014. Druga na MŚ U-23 w 2018. Trzecia na ME U-23 w 2016. Mistrzyni Rosji w 2016 i 2022 roku.